# برایان وست (فوتبال)
برایان وست (انگلیسی: Brian West؛ زادهٔ ۱۰ ژوئن ۱۹۷۸) یک بازیکن فوتبال اهل ایالات متحده آمریکا است.
وی همچنین در تیم ملی فوتبال ایالات متحده آمریکا بازی کرده است.